# 서보장

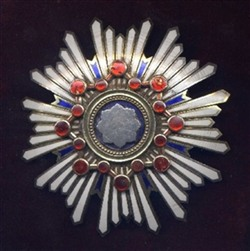
훈2등 서보장

서보장(일본어: 瑞宝章 스이호쇼[*], 영어: Orders of the Sacred Treasure)은 일본의 훈장 가운데 하나이다. 서보장은 1888년(메이지 21년)에 보관장과 함께 제정되었다. 남성에게만 수여되었으나 1919년(다이쇼 8년)에 여성에게도 수여될 수 있도록 개정되었다. 욱일장의 차위에 해당하는 훈장이었지만, 이후 보관장의 차위로 정해졌다. 국가 또는 공공에 대해 공로가 있고 공무 등에 장기간 재직하여 성적을 올렸던 자를 수여 대상으로 하였다. 훈장의 모양은 고대 보물인 보경(寶鏡)을 중심으로 크고 작은 16개의 구슬을 배치하고, 4쌍 내지 8쌍의 광선을 부착하였으며, 문채(章)와 수(綬)를 연결하는 꼭지는 오동나무 꽃과 잎의 형상이다.

## 등급
| 명칭                    | 과거 훈등 및 명칭           | 비고                                                                   |
| ----------------------- | --------------------------- | ---------------------------------------------------------------------- |
| 서보대수장 (瑞宝大綬章) | 훈1등 서보장 (勲一等瑞宝章) | 영전제도의 개정에 따라 훈등 표시는 폐지되어 ‘서보៛៛장’의 방식으로 개칭 |
| 서보중광장 (瑞宝重光章) | 훈2등 서보장                | 영전제도의 개정에 따라 훈등 표시는 폐지되어 ‘서보៛៛장’의 방식으로 개칭 |
| 서보중수장 (瑞宝中綬章) | 훈3등 서보장                | 영전제도의 개정에 따라 훈등 표시는 폐지되어 ‘서보៛៛장’의 방식으로 개칭 |
| 서보소수장 (瑞宝小綬章) | 훈4등 서보장                | 영전제도의 개정에 따라 훈등 표시는 폐지되어 ‘서보៛៛장’의 방식으로 개칭 |
| 서보쌍광장 (瑞宝双光章) | 훈5등 서보장                | 영전제도의 개정에 따라 훈등 표시는 폐지되어 ‘서보៛៛장’의 방식으로 개칭 |
| 서보단광장 (瑞宝単光章) | 훈6등 서보장                | 영전제도의 개정에 따라 훈등 표시는 폐지되어 ‘서보៛៛장’의 방식으로 개칭 |
| －                      | 훈7등 서보장                | 영전제도의 개정에 따라 폐지                                            |
| －                      | 훈8등 서보장                | 영전제도의 개정에 따라 폐지                                            |

## 같이 보기
- 대영 제국 훈장
- 근정훈장
- 오스트리아 공화국 공로명예장